# Драгалица
Драгалица (код локалног становништва уобичајени називи су Драгаљица, Драгалице, Драгаљице) је насеље у општини Зубин Поток на Косову и Метохији. У најновијем Закону о територијалној организацији Републике Србије погрешно је забележено име насеља и води се под именом Врагалица. Атар насеља се налази на територији катастарске општине Брњак. Често се сматра засеоком Брњака, али за разлику од њега није у сливу Брњачке реке, већ са друге стране Брњачког Брда, па се са јужне падине спушта ка Ибру и језеру Газиводе. У близини села је мост, познат као Брњачки мост који спаја леву и десну обалу језера, али и Косово и Метохију са Централном Србијом. После ослобађања од турске власти место је у саставу Звечанског округа, у срезу митровичком, у општини брњачкој и 1912. године има 193 становника (заједно са засеоцима: Бабиће и Миљковићи).

## Демографија
Насеље има српску етничку већину.
Број становника на пописима:
- попис становништва 1948. године: 78
- попис становништва 1953. године: 81
- попис становништва 1961. године: 97
- попис становништва 1971. године: 97
- попис становништва 1981. године: 84
- попис становништва 1991. године: 81